# Conor Townsend
Conor Stephen Townsend (ur. 4 marca 1993 w Hessle) – angielski piłkarz występujący na pozycji obrońcy w Scunthorpe United.